# Azambuja
Azambuja là một huyện thuộc tỉnh Lisboa, Bồ Đào Nha. Huyện này có diện tích 256 km², dân số thời điểm năm 2001 là 20837 người.